# 汪舒凱
汪舒凱（英語：Kat Walsh，1982年10月16日—），維基媒體基金會理事會成員，出生於美國弗羅里達州梅里特岛。她曾在美國佛羅里達州德蘭的史丹森大學獲音樂學士學位，在喬治梅森大學獲法律博士學位，現從事知識產權、版權法方面的研究工作，現居住在美國弗吉尼亞州赫恩頓。
她自2006年起成為維基媒體基金會理事會成員，自2012年6月起在擔任法律顧問，2012年7月開始擔任維基媒體基金會第5任理事長。

## 外部連結
- 在維基媒體基金會網站上的個人用戶頁
- 在英語維基百科上的個人用戶頁 （页面存档备份，存于）

| 前任： 陳霆 | 維基媒體基金會理事長 第5任（2012年7月12日－2013年8月8日） | 继任： 揚-巴特·德·維立德 |